# Гера (префектура)

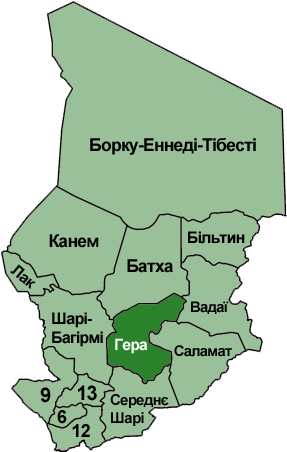
Гера серед префектур Чаду.

Гера (фр. Guéra, араб. قيرا трансліт. Qīrā ) — одна з 14 префектур, на які розподілявся Чад в 1960—2000 роках. У 2002 році префектури були замінені на 18 регіонів, але новий регіон Гера був створений цілком в межах колишньої префектури.
Префектура Гера розташована на півдні Чаду; на півночі вона межувала з префектурою Батха, на заході — з префектурою Шарі-Багірмі, на півдні — з префектурою Середнє Шарі, на сході — з префектурами Вадаї і Саламат.
Площа Гери становила 58 950 км², населення станом на 1993 рік — 263 843 особи, з яких міського населення 43 959 (17 %), сільського — 219 884 (83 %), включаючи 42 810 кочовиків (16 %).
Основні етнічні групи — хаджерай (66,18 %) і араби (21,11 %).
Столиця префектури — місто Монго.